# الساندروترین
الساندرو ترین (به انگلیسی: Alessandro Terrin) (زادهٔ ۱۱ ژوئیهٔ ۱۹۸۵) شناگر اهل ایتالیا است.